# Andrea Jenkins
Andrea Jenkins, na reunião inicial de seu novo mandato na Câmara Municipal de Minneapolis, janeiro de 2018
Andrea Jenkins (?, 10 de maio de 1961) é uma política, escritora, artista performática, poetisa e ativista transgênero americana. É conhecida por ser a primeira mulher negra abertamente transgênero eleita para um cargo público nos Estados Unidos, desde janeiro de 2018, na Câmara Municipal de Minneapolis e como presidente da câmara de janeiro de 2022 a janeiro de 2024.
Jenkins mudou-se para Minnesota para estudar na Universidade de Minnesota em 1979, sendo contratada pelo governo do condado de Hennepin, onde trabalhou por uma década. Jenkins trabalhou como funcionária da Câmara Municipal de Minneapolis por 12 anos antes de começar a trabalhar como curadora do Projeto de História Oral Transgênero na Coleção Jean-Nickolaus Tretter da Universidade de Minnesota em Estudos sobre Gays, Lésbicas, Bissexuais e Transgêneros.

## Infância e educação
Nascida em 1961, Andrea Jenkins foi criada em North Lawndale, Chicago. Disse que cresceu em “uma comunidade de baixa renda e classe trabalhadora” e “morou em alguns lugares bem difíceis”. Foi criada por uma mãe solteira, Shirley Green, que era “muito amorosa e muito preocupada em que tivéssemos uma boa educação”.
Quando era jovem e ainda se apresentava como homem, participou dos Escoteiros Mirins e jogou futebol americano na Robert Lindblom Math & Science Academy antes de se mudar para Minneapolis em 1979 para frequentar a Universidade de Minnesota.
Aos 20 anos, Jenkins assumiu-se como gay, casou-se com uma mulher, tornou-se pai e divorciou-se. Aos 30 anos, começou a apresentar-se externamente como mulher e voltou para a faculdade para terminar o seu bacharelado na Universidade Estadual Metropolitana, ao qual se seguiram dois mestrados: um em escrita criativa pela Universidade Hamline e um de mestre em Ciências em desenvolvimento econômico comunitário pela Universidade do Sul de New Hampshire. Durante esse período, Jenkins trabalhou como orientadora vocacional para o governo do condado de Hennepin. Em 2018, Jenkins concluiu o programa da Escola de Governo John F. Kennedy da Universidade Harvard para Executivos Seniores em Governos Estaduais e Locais como bolsista do David Bohnett LGBTQ Victory Institute Leadership.

## Carreira

### Governo local
Jenkins trabalhou durante uma década como orientadora profissional no condado de Hennepin. Em 2001, Robert Lilligren, que concorria a uma vaga na Câmara Municipal de Minneapolis, convidou Jenkins para fazer parte de sua campanha. Após sua eleição, Jenkins passou a integrar a equipe de Lilligren, onde trabalhou como sua principal assistente executiva por quatro anos.
Em 2005, Elizabeth Glidden foi eleita para a Câmara Municipal e contratou Jenkins como assessora, em parte devido à extensa rede de contatos que Jenkins havia construído durante seu tempo no escritório de Lilligren. Enquanto fazia parte da equipe de Glidden, Jenkins ganhou uma bolsa de estudo dedicada a questões transgênero e ajudou a criar o Grupo de Trabalho sobre Questões Transgênero em 2014. Naquele ano, ela organizou uma cúpula da Câmara Municipal sobre igualdade transgênero visando destacar as questões enfrentadas pelas pessoas trans em Minnesota.
Em 2015, após 12 anos como assessora política da Câmara Municipal de Minneapolis, Jenkins começou a trabalhar na Coleção Jean-Nickolaus Tretter da Universidade de Minnesota em Estudos sobre Gays, Lésbicas, Bissexuais e Transgêneros, onde é curadora do Projeto de História Oral Transgênero (TOHP). Lisa Vecoli, curadora da Coleção Tretter, observou que os materiais da coleção tendem a ser focados em homens gays brancos. Em sua função como curadora do TOHP, Jenkins buscará expandir as narrativas trans arquivadas na coleção, gravando histórias orais de até 300 indivíduos, totalizando até 400 horas de entrevistas.

### Câmara Municipal de Minneapolis
Jenkins anunciou em dezembro de 2016 que concorreria para representar o 8.º distrito de Minneapolis na Câmara Municipal. Glidden, que ocupava o cargo, anunciou que não concorreria à reeleição. O slogan da campanha de Jenkins era “Liderança. Acesso. Equidade”. Com Hayden Mora, Jenkins fundou o Trans United Fund, um comitê de ação política (PAC) para ajudar candidatos transgêneros. Em 7 de novembro de 2017, Jenkins venceu a eleição com mais de 70% dos votos. A Câmara Municipal de Minneapolis teve somente seis outros membros negros. Durante a eleição de 2017, três vereadores negros venceram suas disputas. Ela foi eleita vice-presidente da Câmara Municipal por seus colegas vereadores logo após sua eleição. Desde então, ela também atuou como presidente do novo Subcomitê de Equidade Racial e ajudou a criar um Comitê Consultivo Comunitário de Equidade Racial composto por residentes da cidade.
O 8.º distrito que Jenkins representa inclui o cruzamento da 38th Street com a Chicago Avenue, onde George Floyd foi assassinado por um policial de Minneapolis em 25 de maio de 2020. Apesar de inicialmente apoiar a abolição do Departamento de Polícia de Minneapolis após o assassinato de George Floyd, Jenkins decidiu mais tarde, após uma recente onda de tiroteios, que a polícia deveria continuar fazendo seu trabalho na cidade. Mas ela também disse que Minneapolis “deveria se concentrar em criar mais escolas, moradias e outros serviços que impeçam as pessoas de cometer crimes ou recorrer à violência”.
Jenkins foi reeleita para a Câmara Municipal de Minneapolis em novembro de 2021 e nomeada presidente da Câmara Municipal em 10 de janeiro de 2022, por unanimidade. Ela não pretende se candidatar à reeleição em 2025 e planeja se aposentar após seu terceiro mandato.

#### Incidente com bloqueio de veículo
Em 27 de junho de 2021, Jenkins, vice-presidente da Câmara Municipal de Minneapolis, se envolveu em um confronto com ativistas pela justiça racial em um evento da parada LGBT no centro de Minneapolis. Um grupo que incluía Donald Hooker Jr, líder da Twin Cities Coalition for Justice 4 Jamar (em referência a Jamar Clark), bloqueou o carro em que Jenkins era passageira por várias horas e apresentou uma lista de seis exigências que Jenkins foi solicitada a assinar. As exigências incluíam retirar as acusações contra os manifestantes nas recentes manifestações, pedir a renúncia imediata do prefeito de Minneapolis, Jacob Frey, continuar o fechamento da George Floyd Square e fornecer mais informações sobre as investigações das recentes mortes causadas pela polícia. Depois que Jenkins assinou o acordo, os ativistas saíram do caminho para permitir que o veículo se afastasse. Hooker postou um vídeo de 23 minutos com parte do encontro no Facebook. Em uma declaração sobre o incidente, Jenkins disse que foi tratada de forma desumana e mantida contra sua vontade pelos manifestantes. O conselho editorial do jornal Star Tribune criticou o que foi descrito como uma tentativa de intimidação de Jenkins e comparou aspectos do incidente de bloqueio ao ataque ao Capitólio dos Estados Unidos em 2021.

## Reconhecimento dos meios de comunicação
Em 2010, Jenkins ganhou a bolsa de estudos Naked Stages da Jerome Foundation e do Pillsbury House Theater. Criou “Body Parts: Reflections on Reflections” (Partes do corpo: reflexões sobre reflexões).
Jenkins foi uma das várias dezenas de mulheres que apareceram na capa da revista Time de 29 de janeiro de 2018. O artigo era sobre as muitas mulheres que concorreram a cargos públicos em 2017 e 2018. Cinco das mulheres apresentadas eram candidatas lésbicas e transgêneros, todas beneficiárias de verbas do LGBTQ Victory Fund.
Em junho de 2020, em homenagem ao 50.º aniversário da primeira parada do orgulho LGBTQ, a Queerty a nomeou entre os cinquenta heróis “que lideram a nação em direção à igualdade, aceitação e dignidade para todas as pessoas”. Ela foi incluída na lista Fast Company Queer 50 de 2022.

## Vida pessoal
Jenkins é uma artista performática, poetisa e escritora que se identifica como bissexual e queer. Ela é avó. Sua mãe agora mora no Ward 8. Ela tem um parceiro há oito anos. Jenkins foi diagnosticada com esclerose múltipla em 2018.
Jenkins participou do movimento Trans Lives Matter e presidiu o conselho da Intermedia Arts. Em 2015, Jenkins foi a grande marechal da Parada do Orgulho de Twin Cities. Jenkins citou Barack Obama, Harold Washington, o Partido dos Panteras Negras, Jeremiah Wright e Jesse Jackson como pessoas que a influenciaram a se envolver com política.